# Sterling Brown (basket-ball)
Pour les articles homonymes, voir Sterling Brown.
Sterling Damarco Brown, né le 10 février 1995 à Maywood dans l'Illinois, est un joueur américain de basket-ball. Il évolue aux postes d'arrière et ailier.

## Biographie
Lors de la draft 2017 de la NBA, il est choisi en 46e position par les 76ers de Philadelphie puis envoyé aux Bucks de Milwaukee.
En novembre 2020, il signe pour une saison avec les Rockets de Houston.
Agent libre à l'été 2021, Sterling signe avec les Mavericks de Dallas.
En juin 2022, Sterling Brown est envoyé vers les Rockets de Houston avec Boban Marjanović, Marquese Chriss, Trey Burke et le 26e choix de la draft 2022 contre Christian Wood.
Fin septembre 2022, il est à nouveau transféré, vers le Thunder d'Oklahoma City en compagnie de David Nwaba, Trey Burke et Marquese Chriss contre Théo Maledon, Derrick Favors, Ty Jerome, Maurice Harkless et un second tour de draft 2025. Il est coupé le 2 octobre 2022.

## Vie privée
Le 26 janvier 2018, alors qu'il s'apprêtait à rejoindre sa voiture mal stationnée sur un parking désert de Milwaukee, il est contrôlé par un agent de police. Sans comprendre pourquoi et sans raison apparente alors que Sterling reste courtois et répond aux questions du policier. Cependant ce dernier s'énerve et lui demande de s'écarter du véhicule et prétend avoir été poussé par le joueur ce qui n'apparaît pas évident sur le film tiré de la caméra ventrale de l'officier. Le policier appelle ses collègues en renfort et c'est à 5 qu'ils menottent violemment au sol l'arrière des Bucks. Sterling Brown n'oppose pas de résistance et se fait pourtant tazer par l'intermédiaire d'un pistolet à électrocution. Malgré cela, le joueur reste calme et annonce au policier qu'il vient d'arrêter sans raison apparente un joueur de NBA et annonce son intention de porter plainte.
Le maire de la ville et le chef de la police décident de prendre les devants face au tollé médiatique que représente la vidéo de l'arrestation. Le 23 mai avant même la publication de la vidéo, ils présentaient ainsi leurs excuses au joueur.
Alors qu'aucune charge n'est retenue contre Sterling Brown, ce dernier a annoncé vouloir porter plainte au nom de ses droits civiques et pour que ce type d'incident n'arrive plus à l'avenir.

## Palmarès
- Second-team All-AAC 2017
- Vainqueur de la Ligue adriatique 2025
- Champion de Serbie 2025

## Statistiques

### Universitaires
| Saison    | Équipe   | Matchs | Titul. | Min./m | % Tir | % 3pts | % LF | Rbds/m. | Pass/m. | Int/m. | Ctr/m. | Pts/m. |
| --------- | -------- | ------ | ------ | ------ | ----- | ------ | ---- | ------- | ------- | ------ | ------ | ------ |
| 2013-2014 | SMU      | 37     | 26     | 19,4   | 46,9  | 36,2   | 57,1 | 3,80    | 1,10    | 0,70   | 0,30   | 4,40   |
| 2014-2015 | SMU      | 34     | 17     | 23,9   | 52,5  | 44,4   | 78,4 | 4,60    | 2,10    | 0,90   | 0,20   | 5,20   |
| 2015-2016 | SMU      | 30     | 29     | 27,2   | 60,2  | 53,6   | 85,7 | 4,40    | 2,60    | 1,10   | 0,40   | 10,10  |
| 2016-2017 | SMU      | 35     | 34     | 32,7   | 45,9  | 44,9   | 79,1 | 6,50    | 3,00    | 1,40   | 0,50   | 13,40  |
| Carrière  | Carrière | 136    | 106    | 25,7   | 50,4  | 45,1   | 77,0 | 4,80    | 2,20    | 1,00   | 0,40   | 8,20   |

### Professionnelles

#### Saison régulière
| Saison    | Équipe    | Matchs | Titul. | Min./m | % Tir | % 3pts | % LF | Rbds/m. | Pass/m. | Int/m. | Ctr/m. | Pts/m. |
| --------- | --------- | ------ | ------ | ------ | ----- | ------ | ---- | ------- | ------- | ------ | ------ | ------ |
| 2017-2018 | Milwaukee | 54     | 4      | 14,4   | 40,0  | 35,2   | 87,5 | 2,60    | 0,50    | 0,60   | 0,20   | 4,00   |
| 2018-2019 | Milwaukee | 58     | 7      | 17,8   | 46,5  | 36,1   | 69,0 | 3,20    | 1,40    | 0,40   | 0,10   | 6,40   |
| 2019-2020 | Milwaukee | 52     | 1      | 14,8   | 37,1  | 32,4   | 80,0 | 3,50    | 1,00    | 0,60   | 0,10   | 5,10   |
| 2020-2021 | Houston   | 51     | 14     | 24,1   | 44,8  | 42,3   | 80,6 | 4,40    | 1,40    | 0,80   | 0,20   | 8,20   |
| 2021-2022 | Dallas    | 49     | 3      | 12,8   | 38,1  | 30,4   | 93,3 | 3,00    | 0,70    | 0,30   | 0,10   | 3,30   |
| Carrière  | Carrière  | 264    | 29     | 16,8   | 42,0  | 36,4   | 79,6 | 3,30    | 1,00    | 0,50   | 0,20   | 5,40   |

#### Playoffs
| Saison   | Équipe    | Matchs | Titul. | Min./m | % Tir | % 3pts | % LF | Rbds/m. | Pass/m. | Int/m. | Ctr/m. | Pts/m. |
| -------- | --------- | ------ | ------ | ------ | ----- | ------ | ---- | ------- | ------- | ------ | ------ | ------ |
| 2018     | Milwaukee | 3      | 0      | 4,3    | 60,0  | 33,3   | –    | 0,70    | 0,00    | 0,30   | 0,00   | 2,30   |
| 2019     | Milwaukee | 11     | 5      | 14,7   | 39,5  | 33,3   | 72,7 | 2,70    | 1,70    | 0,50   | 0,30   | 4,10   |
| 2020     | Milwaukee | 1      | 0      | 4,0    | 0,0   | 0,0    | –    | 1,00    | 0,00    | 0,00   | 0,00   | 0,00   |
| 2022     | Dallas    | 9      | 0      | 2,9    | 30,0  | 0,0    | 71,4 | 0,90    | 0,30    | 0,40   | 0,20   | 1,20   |
| Carrière | Carrière  | 24     | 5      | 8,5    | 38,9  | 27,6   | 72,2 | 1,70    | 0,90    | 0,50   | 0,20   | 2,60   |

## Records sur une rencontre en NBA
Les records personnels de Sterling Brown en NBA sont les suivants, :
| Type de statistique        | Saison régulière | Saison régulière        | Saison régulière | Playoffs | Playoffs             | Playoffs      |
| Type de statistique        | Record           | Adversaire              | Date             | Record   | Adversaire           | Date          |
| -------------------------- | ---------------- | ----------------------- | ---------------- | -------- | -------------------- | ------------- |
| Points                     | 27               | @ Hawks d'Atlanta       | 31 mars 2019     | 11       | Pistons de Détroit   | 14 avril 2019 |
| Paniers marqués            | 10               | @ Hawks d'Atlanta       | 31 mars 2019     | 3        | 3 fois               | 3 fois        |
| Paniers tentés             | 22               | @ Hawks d'Atlanta       | 31 mars 2019     | 7        | 2 fois               | 2 fois        |
| Paniers à 3 points réussis | 5                | 2 fois                  | 2 fois           | 3        | Pistons de Détroit   | 14 avril 2019 |
| Paniers à 3 points tentés  | 10               | @ Hawks d'Atlanta       | 31 mars 2019     | 5        | Pistons de Détroit   | 14 avril 2019 |
| Lancers francs réussis     | 5                | Hornets de Charlotte    | 25 janvier 2019  | 3        | @ Pistons de Détroit | 22 avril 2019 |
| Lancers francs tentés      | 5                | 2 fois                  | 2 fois           | 4        | @ Pistons de Détroit | 22 avril 2019 |
| Rebonds offensifs          | 3                | 10 fois                 | 10 fois          | 3        | @ Pistons de Détroit | 22 avril 2019 |
| Rebonds défensifs          | 11               | Rockets de Houston      | 26 mars 2019     | 10       | @ Pistons de Détroit | 22 avril 2019 |
| Rebonds totaux             | 13               | Bucks de Milwaukee      | 23 décembre 2021 | 13       | @ Pistons de Détroit | 22 avril 2019 |
| Passes décisives           | 6                | 2 fois                  | 2 fois           | 7        | Pistons de Détroit   | 14 avril 2019 |
| Interceptions              | 4                | Lakers de Los Angeles   | 12 janvier 2021  | 3        | Pistons de Détroit   | 14 avril 2019 |
| Contres                    | 2                | 4 fois                  | 4 fois           | 1        | 5 fois               | 5 fois        |
| Balles perdues             | 5                | @ Grizzlies de Memphis  | 16 janvier 2019  | 3        | @ Pistons de Détroit | 22 avril 2019 |
| Minutes jouées             | 39               | @ 76ers de Philadelphie | 20 janvier 2018  | 27       | @ Pistons de Détroit | 22 avril 2019 |

- Double-double : 5
- Triple-double : 0

Dernière mise à jour : 2 août 2022

## Salaires
| Saison    | Equipe             | Salaire     |
| --------- | ------------------ | ----------- |
| 2017-2018 | Bucks de Milwaukee | 815 615 $   |
| 2018-2019 | Bucks de Milwaukee | 1 378 242 $ |